# Метью Гаккетт
Метью Гаккетт (англ. Matt Hackett; 7 березня 1990, Лондон, Онтаріо) — канадський хокеїст, воротар. По завершенні ігрової кар'єри — тренер.
Метью є племінником колишнього воротаря НХЛ, Джеффа Гаккетта.

## Кар'єра
Гаккетт був заявлений в НХЛ як резервний воротар Джоша Гардінга 23 листопада 2011 року, в матчі проти Нашвілл Предаторс. 
Дебют відбувся 6 грудня 2011. У своєму дебютному матчі, Метью відбив 34 кидки з 34 пострілів, зрештою «Міннесота Вайлд» перемогла 2:1. 8 грудня 2011, через два дні після  дебюту в НХЛ, Метью в грі проти Лос-Анджелес Кінгс відбив 42 з 44 пострілів та отримав 0,955 відсотоків відбитих кидків, «Міннесота» перемогла 4:2. В обох матчах, Гаккетт був визнаний найкращим гравцем матчу.
2 березня 2012 року, Метью Гаккетт знову був заявлений резервним воротарем Джоша Гардінга.
Сезони 2012/13 років Метью провів у клубі АХЛ Рочестер Американс. По закінченні сезону відбувся обмін Гаккетта на Джейсона Помінвіля і таким чином опинився в Баффало Сейбрс.
У складі клубу «Рочестер Американс» брав участь у Кубку Шпенглера.
Дебютує у складі «Сейбрс» 20 березня 2014 у грі проти Едмонтон Ойлерс. За матч відбиває 35 з 36 кидків, як підсумок перемога його клубу 2:1. 9 квітня 2014, було оголошено, що Гаккетт виступатиме за клуб, як третій запасний воротар в наступних трьох матчах.
12 квітня 2014 Метью отримав серйозний забій коліна в матчі проти Бостон Брюїнс. 15 квітня 2014 року керівництво клубу оголосило, що Гаккетт не повернеться до клубу після травми у грудні або січні 2015 року, а проведе залишок сезону у фарм-клубі «Рочестер Американс».
1 липня 2015, Метью укладає дворічний контракт з клубом НХЛ Анагайм Дакс.
 Не витримавши конкуренції змушений відіграти сезон у фарм-клубі  «Сан Дієго Галлс». Наступний сезон Гаккетт також провів у складі «Галлс».
5 вересня 2017 на правах вільного агента перейшов до клубу «Орландо Солар Берс» (ХЛСУ). Кінець сезону провів за словацьку команду «07 Детва».
Сезон 2018-19 Метью провів у складі «Ковентрі Блейз». 10 червня 2019 року підписав однорічну угоду з норвезьким «Стьєрненом».